# Simone, le voyage du siècle
Pour les articles homonymes, voir Simone.
Pour plus de détails, voir Fiche technique et Distribution.
Simone, le voyage du siècle est un film français écrit et réalisé par Olivier Dahan, sorti en 2022.

## Synopsis
Il s'agit d'un film biographique sur Simone Veil (1927-2017), ancienne femme d'État, présidente du parlement européen.

## Fiche technique
Sauf indication contraire, les informations mentionnées dans cette section peuvent être confirmées par les bases de données cinématographiques IMDb, Allociné et Unifrance,  présentes dans la section « Liens externes ».
- Titre original : Simone, le voyage du siècle
- Réalisation et scénario : Olivier Dahan
- Musique : Olvon Yacob
- Direction artistique : Joëlle Aoun et Zoltán Gelsi
- Costumes : Gigi Lepage
- Photographie : Manuel Dacosse
- Montage : Richard Marizy
- Production : Vivien Aslanian, Romain Le Grand et Marco Pacchioni
- Sociétés de production : Marvelous Productions ; France 2 Cinéma et France 3 Cinéma (coproductions) ; SOFICA Cofimage 31, Indéfilms 8 et Palatine Etoile 17 (associée)
- Société de distribution : Warner Bros. (France)
- Budget : 16,60 millions d'euros
- Pays de production :  France
- Langue originale : français
- Format : couleur
- Genre : drame biographique
- Durée : 140 minutes
- Dates de sortie :
  - France : 22 novembre 2021 (avant-première au Média 7 de Saint-Sever)[1] ; 12 octobre 2022 (sortie nationale)
  - Belgique, Suisse romande : 12 octobre 2022
  - Côte d'Ivoire : 14 octobre 2022
  - Québec : 23 décembre 2022[2]

## Distribution
Sauf indication contraire, les informations mentionnées dans cette section peuvent être confirmées par la base de données cinématographiques IMDb,  présente dans la section « Liens externes ».
- Elsa Zylberstein : Simone Veil
  - Rebecca Marder : Simone Jacob / Veil, jeune
- Élodie Bouchez : Yvonne Jacob, mère de Simone
- Judith Chemla : Milou Jacob, sœur de Simone
- Olivier Gourmet : Antoine Veil, mari de Simone
  - Mathieu Spinosi : Antoine Veil, jeune
- Sylvie Testud : Marceline Rozenberg
  - Esther Valding : Marceline Rozenberg, jeune
- Philippe Torreton : André Perdriau
- Antoine Gouy : Jean-Paul Davin
- Laurence Côte : Ginette Kolinka
- Lubna Azabal : Hafsia Hamdad
- Quentin Baillot : André Veil
- Florence Muller : Alice Veil
- Bastien Bouillon : Pierre Jampolsky
- Bernard Blancan : Pierre Bourson
- Philippe Lellouche : Serge Klarsfeld
- Antoine Chappey : Jean-Émile Jeannesson
- Jacky Nercessian : Edgar Faure
- Philippe Dusseau : Jacques Chirac
- Jean-Marie Frin : Albert Liogier
- Pascal Elso : Eugène Claudius-Petit
- Jean-Luc Porraz : Emmanuel Hamel
- Marc Berman : Henri Montagne
- Luc-Antoine Diquéro : Docteur Fully
- Urbain Cancelier : le secrétaire général Parquet
- François Rollin : le directeur de la prison de Fresnes
- Brigitte Aubry : la directrice de la prison La Roquette
- Yann Goven : le sous-directeur de la prison
- Jean-François Gallotte : le militant du FN
- Jérôme Pauwels : un milicien
- Bruno Georis : André Jacob

## Production

### Genèse et développement
En fin janvier 2019, on apprend que le réalisateur Olivier Dahan prépare un long métrage, sans titre à l'heure actuelle, sur Simone Veil, l'ancienne ministre de la Santé, dont le scénario est en cours avec la journaliste Vanessa Schneider, et que le film est produit par la société Marvelous Productions. En décembre 2019 de la même année, on dévoile le titre Simone, la femme du siècle.
En janvier 2020, on apprend que le titre devient Simone, le voyage du siècle.
Le 11 mai 2021, la société de distribution française Warner Bros. publie, sur son Twitter, une première photo montrant Elsa Zylberstein en « tout simplement méconnaissable sous les traits de Simone Veil », lâche Maximilien Pierrette d'Allociné.

### Attribution des rôles
En janvier 2019, Elsa Zylberstein est annoncée dans le rôle de Simone Veil,. En septembre de la même année, on révèle qu'Olivier Gourmet, Élodie Bouchez, Sylvie Testud et Judith Chemla font partie de la distribution du film.
Au cours d'une interview, Elsa Zylberstein parle de son rôle et de sa préparation. Elle déclare notamment qu'elle a préparé le rôle « pendant un an. J’ai pris neuf kilos. J’ai travaillé à n’en plus finir, j’ai observé, j’ai parlé comme elle, je marchais comme elle… Ça n’est pas du mimétisme, je voulais que son âme m’accompagne ». L'actrice révèle qu'il lui a fallu « sept heures de préparation » pour prendre les traits de son personnage au moment où elle doit l'incarner à ses 87 ans.

### Tournage
Le tournage est prévu en fin août 2019 à La Ciotat. Il débute finalement le 9 septembre suivant,. Il a également lieu à Paris et à Budapest (Hongrie), et les prises de vues s'achèvent au bout de treize semaines, précisément au début de décembre 2019.
En janvier 2020, on apprend que l'équipe du tournage se rend à Strasbourg entre le 13 et le 20 du même mois.

### Musique
La musique du film est composée par Olvon Yacob.
La chanteuse et actrice Julie Mathieu-Miniconi a également sorti le single "Hod V'Hadar', interprété dans le film, dans une version plus personnelle. Initialement composé par l'artiste israélienne Daphna Rosenberg et arrangé par Sylvain Muscarnera.

## Accueil

### Festivals et sorties
Initialement fixée au 10 mars 2021, la sortie est repoussée au 27 octobre 2021, puis au 23 février 2022 et enfin au 12 octobre 2022.
Après l'avoir présenté en avant-première, en novembre 2021, au Média 7 de Saint-Sever et au Cinébreiz de Paimpol au profit de la recherche fondamentale des maladies du cerveau, il est présenté, le 27 août de la même année, au festival du film francophone d'Angoulême.

### Accueil critique
Sur Allociné, le film obtient une note moyenne de 3,1⁄5 pour 28 titres de presse.
En France, la presse est globalement partagée.
Pour la critique de 20 Minutes, « Rebecca Marder devait se plier à plus de quatre heures quotidiennes de maquillage pour devenir Simone. Cette implication a porté ses fruits tant sa composition émeut, particulièrement dans sa relation avec sa mère jouée par Elodie Bouchez. ».
Pour le critique de France Info Culture, le réalisateur Olivier Dahan « ne réalise pas une hagiographie mais le portrait d'une femme traversée par l'histoire et dont le destin est la résultante. ». Pour LCI, le film, « loin du biopic classique, (...) propose un portrait à la fois intime et grandiose ».
Pour le critique de La Voix du Nord, « Habitée comme jamais, grimée comme jamais, Elsa Zylberstein joue le rôle de sa vie ». Si le film peut sembler « désordonné », « les scènes finissent par se répondre ». Pour la critique du Parisien, les prestations des actrices Rebecca Marder et Elsa Zylberstein sont saluées, « incarn[ant] avec passion » Simone Veil.
Dans des critiques plus négatives, on peut retrouver celle de Cnews, qui parle d'un film « nécessaire pour ne pas oublier », même si parfois le long-métrage est « desservi par une mise en scène outrancière et une musique omniprésente qui pousse le pathos à l’excès. Alors que le sujet suffit à lui-même ». Olivier De Bruyn dans Les Échos puis Marianne parle d'« un grand personnage et d'un grand ratage, n'échappant ni à l'académisme ni aux maladresses »,.
Pour la critique de La Croix, le film n'est pas de la meilleure facture, mais le journal retient tout de même que « Après Édith Piaf et Grace de Monaco, Olivier Dahan achève une trilogie de portraits de femmes hissées à hauteur d’icônes. Sa réalisation tape-à-l’œil avec ses envolées lyriques et sa tonalité hagiographique ne détournent pas de l’intérêt pour Simone Veil. ».
Pour le site aVoir-aLire, « Malgré l’indéniable utilité historique du propos, l’esbroufe de la mise en scène finit par perdre le spectateur. ». Les Inrockuptibles parlent d'un film « sentencieux, pompier, désespérément navrant de fantoches pathétiques s'exhibant dans un film de zombies des plus terrifiants, réalisé par le grand maestro des reliquats, chef des goitres en latex, profanateur de tombes et représentant pubard d’Auschwitz ».
Incisif, Télérama, juge négativement le film déclarant : « La vie de Simone Veil, grande femme politique disparue en 2017, racontée par Olivier Dahan, ne fait pas le biopic du siècle. Et Elsa Zylberstein y est plus proche de Canteloup que d’une composition d’actrice... ».
Pour Slate, la mise en scène est « excessive ». Le film fait partie des polémiques traditionnelles sur le bien fondé de la représentation de la Shoah. Ici, la critique parle ainsi : « L'horreur des camps est mise en scène de manière graphique et parfois excessive, comme dans ce passage interminable sur la tonte et le tatouage des déportées: avec des gros plans sur leur crâne et un montage vif, anxiogène, les femmes se succèdent sous les coups de ciseaux. ».
Sur I24NEWS, Elsa Zylberstein dit qu'elle n'a surtout pas voulu « d'un Wikipédia en images », mais « au contraire en faire un film habité, brûlant, vibrant et émouvant ».

### Box-office
Pour son premier jour d'exploitation en France, Simone, le voyage du siècle réalise 142 572 entrées (dont 105 640 en avant-première), pour 620 copies. Le film se positionne premier du box-office des nouveautés devant Samouraï Academy (56 587) et Jack Mimoun et les secrets de Val Verde (46 841). Au bout d'une première semaine d'exploitation, le film détrône Novembre pour la première place du box-office avec 486 242 entrées.
Au bout de deux semaines, le film a attiré 355 869 entrées supplémentaires, passant de la première à la troisième place du box-office, derrière Novembre (373 241) et devant Le Nouveau Jouet (271 139). Pour sa troisième semaine d'exploitation, le biopic sur Simone Veil réalise 324 696 entrées supplémentaires, devant la nouveauté Plancha (271 193) et derrière Novembre (387 124). En semaine 4, le film réalise 272 422 entrées pour une troisième position au classement du box-office, derrière le thriller Mascarade (295 895) et devant Samouraï Academy (241 102).
Pour sa cinquième semaine, le film perd une place avec 200 829 entrées supplémentaires, derrière Mascarade (202 319) et devant Armageddon Time (155 547). Place qu'il regagne la semaine suivante avec 182 807 entrées, derrière Couleurs de l'incendie (188 727) et devant Reste un peu (152 695). Pour sa septième semaine d'exploitation en France, Simone réalise 201 751 entrées pour une seconde place au box-office, derrière Black Panther : Wakanda Forerver (392 564) et devant Couleurs de l'incendie (129 914) ; score qui permet au film de franchir la barre symbolique des 2 millions d'entrées.
Arrivé en neuvième semaine d'exploitation sur le sol français, le biopic se maintient en huitième position du box-office avec 62 601 entrées supplémentaires pour un total cumulé de 2 293 536.
| Pays ou région | Box-office        | Date d'arrêt du box-office | Nombre de semaines |
| -------------- | ----------------- | -------------------------- | ------------------ |
| France         | 2 470 592 entrées | 31 janvier 2023            | 16                 |
| Total mondial  | +18 181 198, USD  | -                          | -                  |

## Distinctions

### Récompenses
- César 2023 : 
  - César des meilleurs costumes
  - César des meilleurs décors

### Sélection
- Festival du film francophone d'Angoulême 2022[19]

### Documentation
- Dossier de presse Simone, le voyage du siècle